# Katharina Vespermann

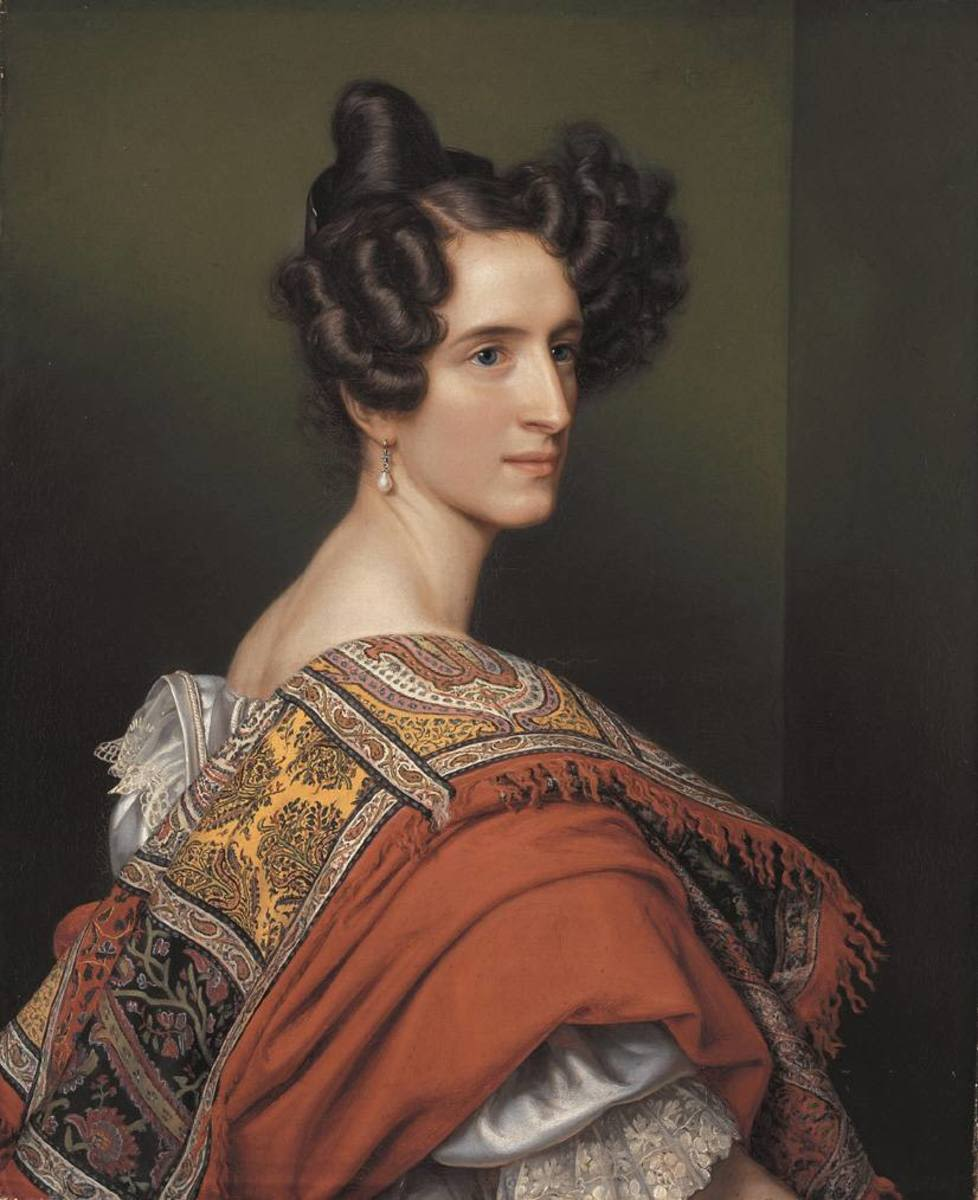
Katharina Vespermann, gemalt von Joseph Karl Stieler, 1828

Katharina Vespermann, geborene Katharina Sigl (1802 in München – 30. Juli 1877 ebenda) war eine deutsche Opernsängerin (Sopran).

## Leben
Sie erhielt ihre musikalische Bildung in ihrer Vaterstadt, wo sie 1818 erstmals auftrat. Sie gefiel und erhielt bereits 1820 den Titel einer Hofsängerin. Obwohl sie eine angenehme und klangvolle Stimme besaß und einen gefühlvollen Vortrag hatte, war sie außerhalb Münchens kaum bekannt, da sie fast gar nicht gastierte. Doch in ihrer Vaterstadt wurde sie geschätzt und zu den beliebtesten Mitgliedern der Hofbühne gezählt. Die Künstlerin zog sich am 1. April 1833 infolge einer schweren Erkrankung von der Bühne zurück. Für den Rest ihres Lebens lebte sie von der Außenwelt nahezu abgeschlossen.
Während ihres Engagements am Hoftheater München hatte sie Gelegenheit mehrere Opernpartien zu kreieren, darunter „Marzelline“ in Fidelio am 1. Juli 1821, „Ännchen“ in Freischütz am 15. April 1822, „Euryanthe“ am 21. Dezember 1825, „Rezia“ in Oberon am 29. März 1829 und „Elvira“ in Stumme am 8. Januar 1830.

## Familie
Verheiratet war sie seit 1827 mit Wilhelm Vespermann (1784–1837). Ihr Bruder war der Bassist Eduard Sigl (1810–1882), ein anderer Bruder der Münchner Cellist Ignaz Sigl († 1863).

## Grabstätte

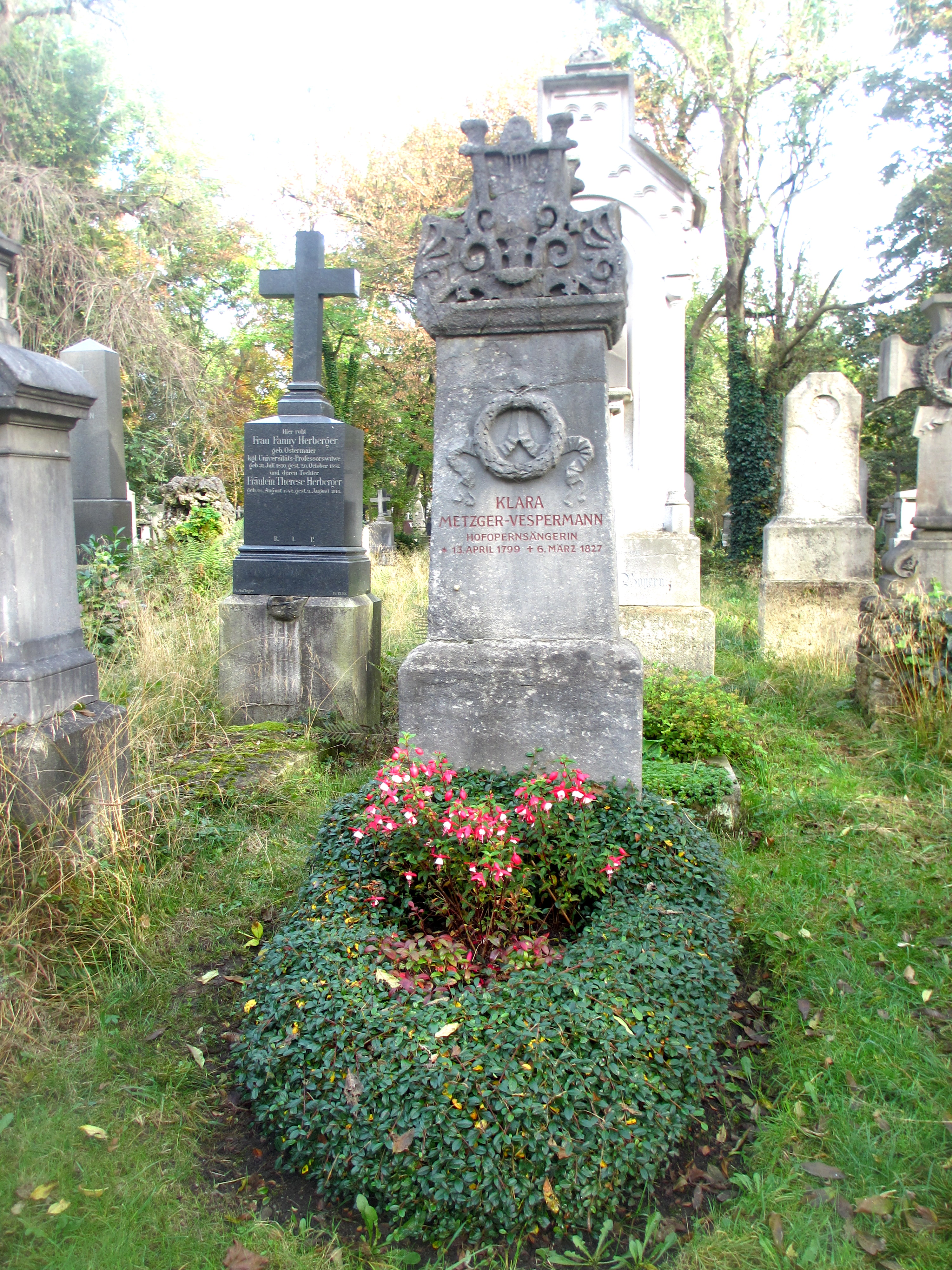
Grab von Katharina Vespermann auf dem Alten Südlichen Friedhof in München

Die Grabstätte von Katharina Vespermann befindet sich auf dem Alten Südlichen Friedhof in München (Gräberfeld 18 – Reihe 14 – Platz 11) Standort.